# Progress (Oblast' dell'Amur)
Progress è una cittadina della Russia estremo-orientale, situata nella oblast' dell'Amur.
Sorge nella parte meridionale della oblast', sul fiume Bureja, circa 200 chilometri in linea d'aria a sudest di Blagoveščensk.
All'interno dei confini della città sono presenti gli insediamenti di Novorajčichinsk e Kivdinskij.